# Zantedeschia

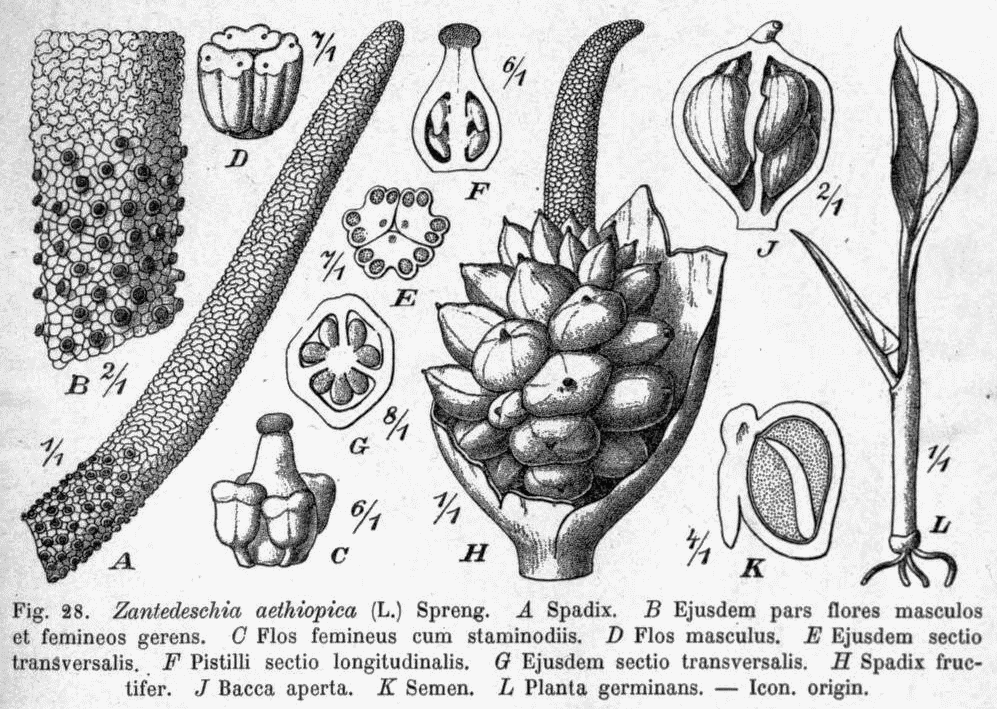
Ilustração botânica de Zantedeschia aethiopica.

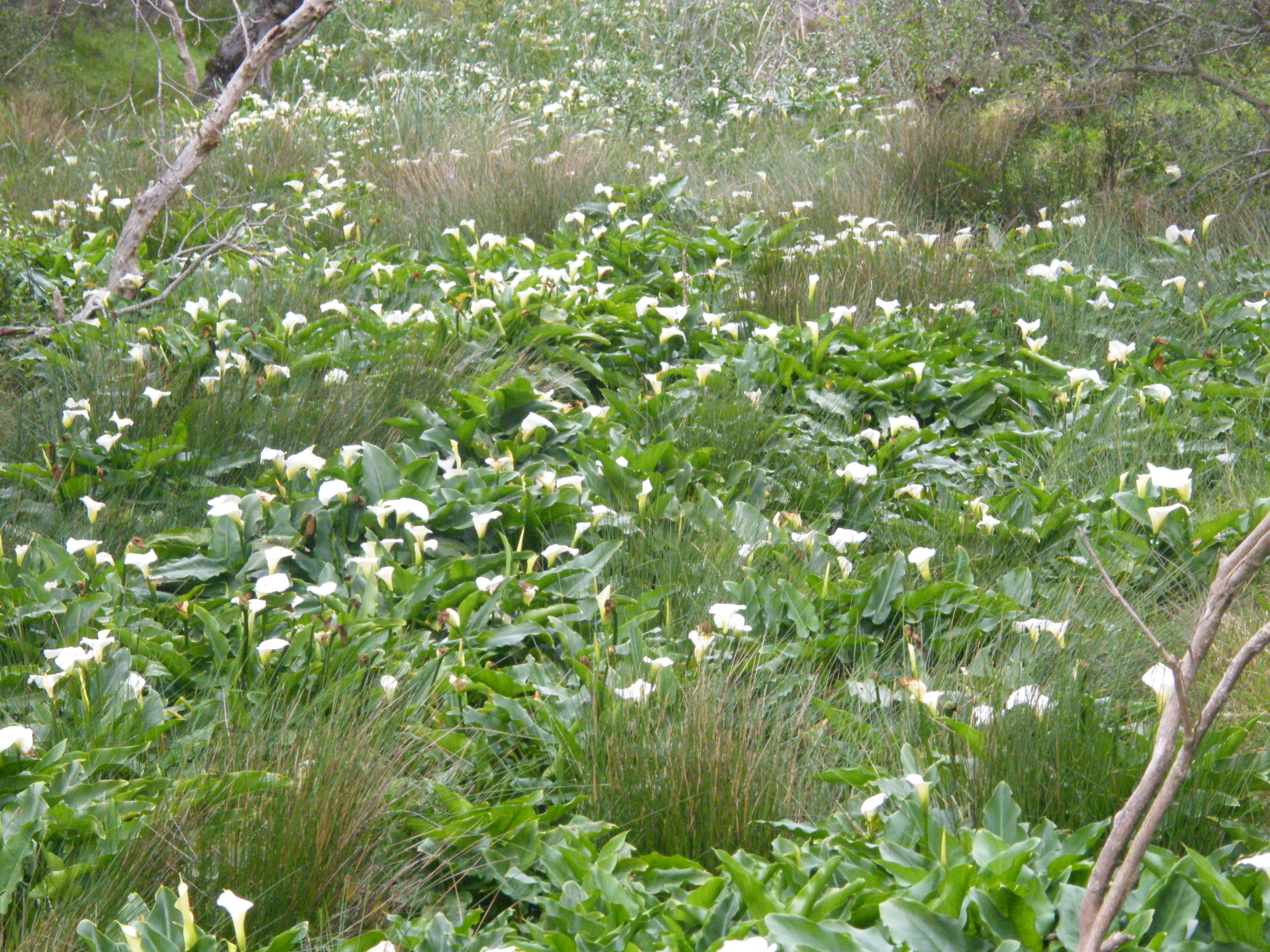
Zantedeschia aethiopica na África do Sul.

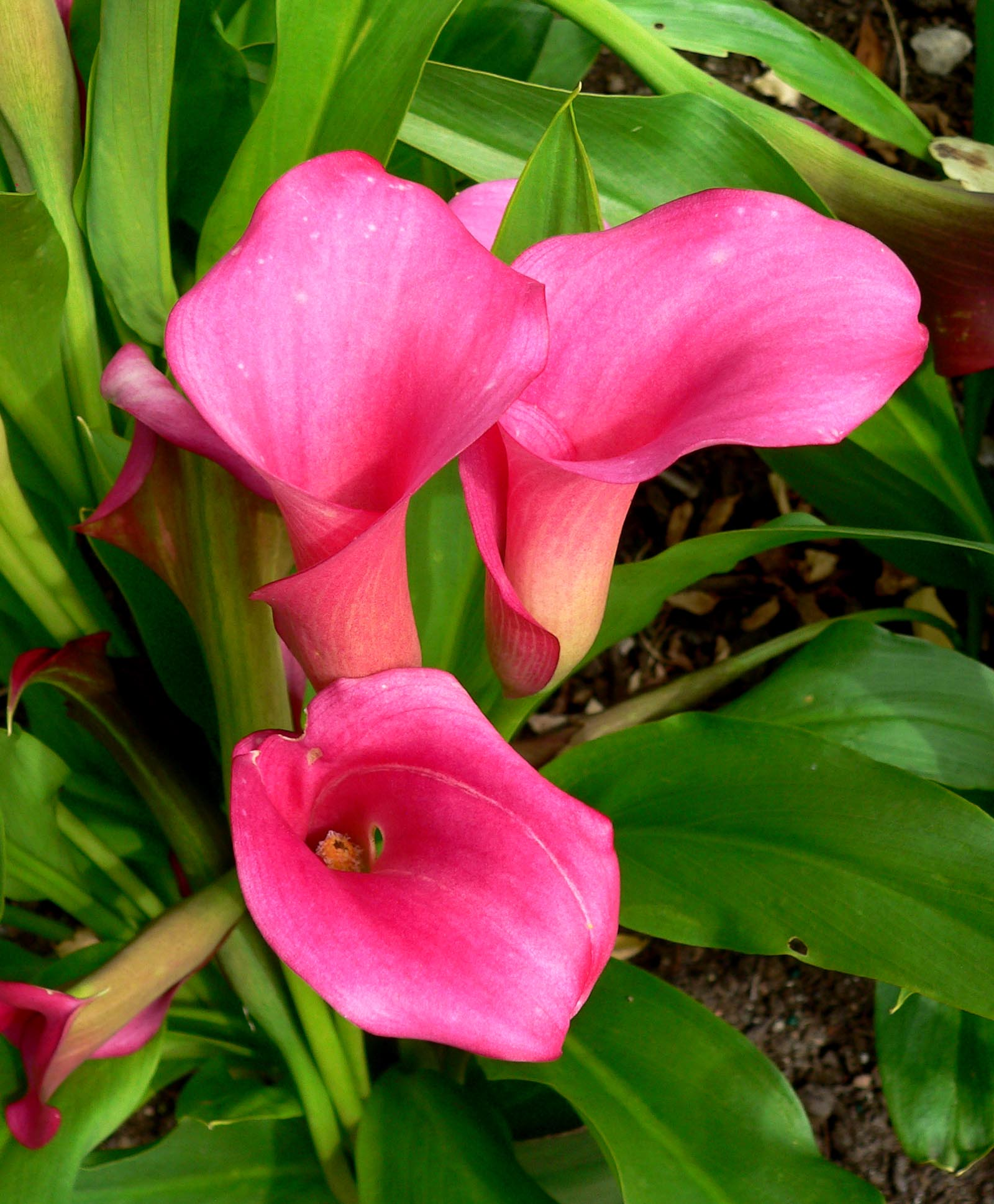
Zantedeschia 'Neon Amour'.

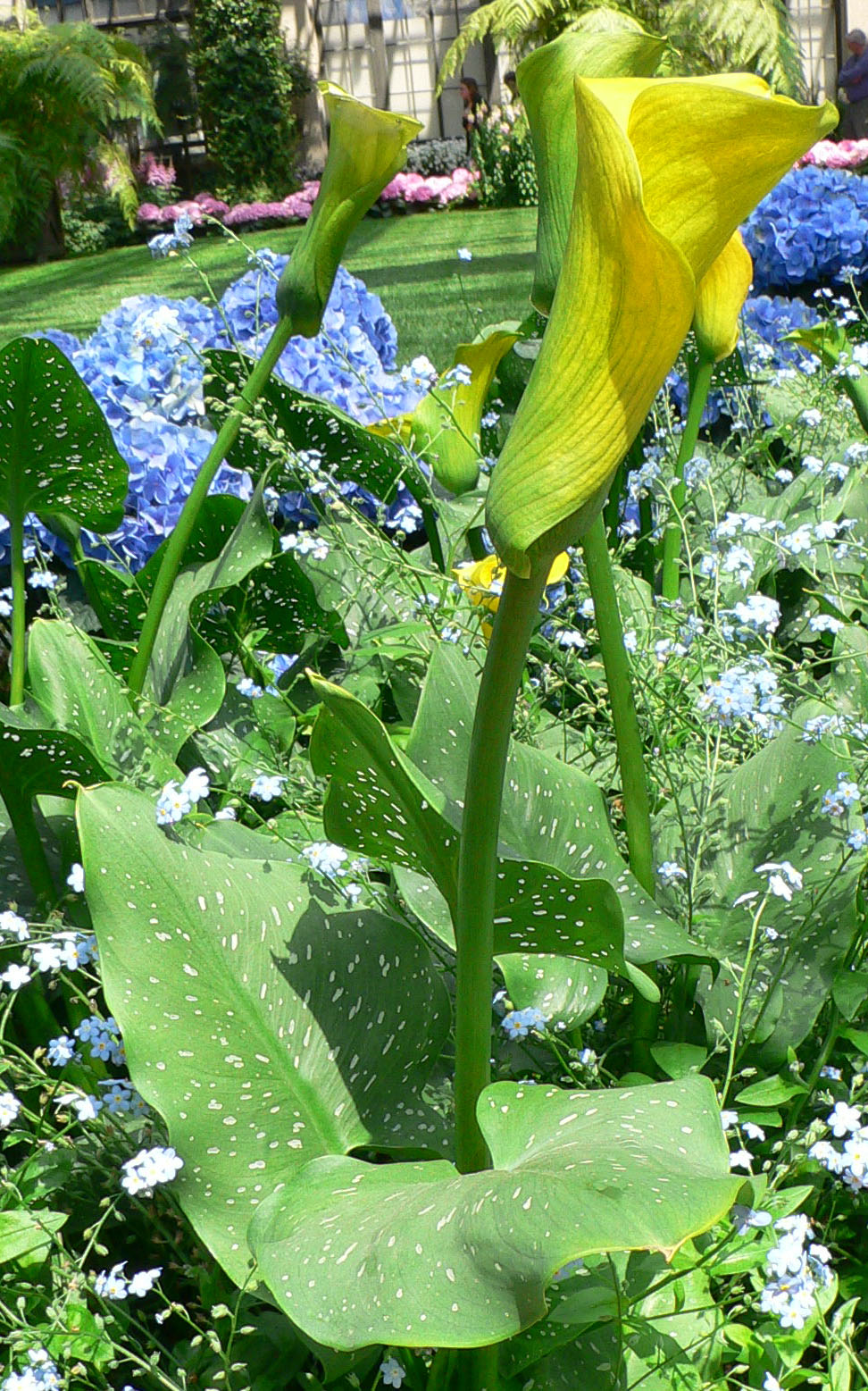
Zantedeschia elliottiana.

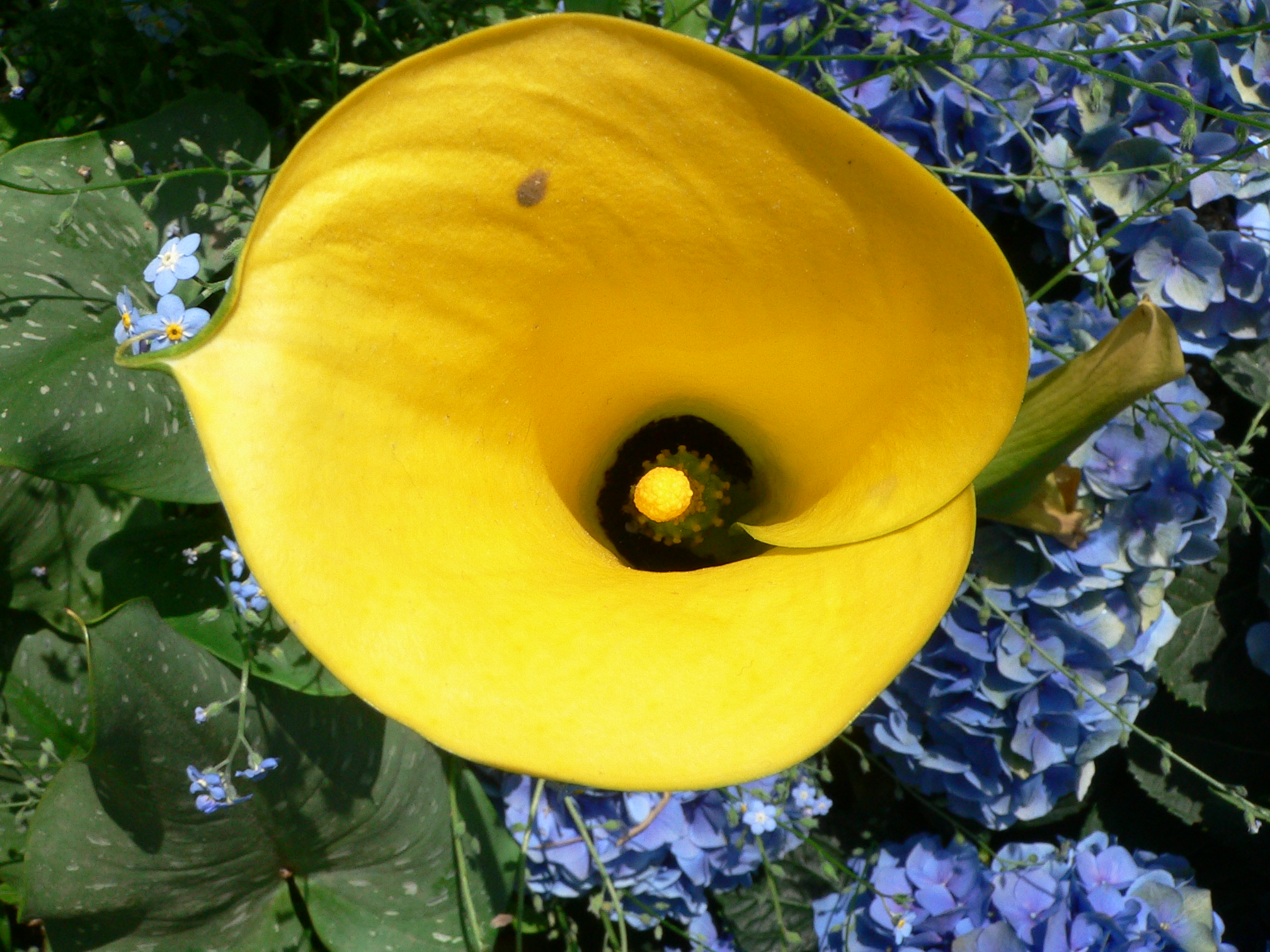
Zantedeschia elliottiana.

Zantedeschia é um género de plantas com flor da família Araceae que inclui 8 espécies de herbáceas, nativas do sul da África, com distribuição natural desde a África do Sul ao norte do Malawi. É o único género da tribo monotípica Zantedeschieae e inclui diversas espécies utilizadas como planta ornamental e para produção de flores de corte conhecidas pelos nomes comuns de jarro, cala ou copo-de-leite. 

## Descrição
As espécies do género Zantedeschia são plantas herbáceas, perenes e rizomatosas, que alcançam de 1 a 2,5 metros de altura, com folhas de 15 a 45 cm de comprimento. São plantas com metabolismo fotossintético do tipo C3 (processo RuBisCO).
Formam rizomas rastejantes ou tubérculos como órgãos de reserva. Algumas espécies são perenes, mas outras perdem a folhagem durante as estações do ano desfavoráveis. A folhagem, em contraste com muitos outros géneros de monocotiledóneas, é erecta. As lâminas foliares são verde brilhante e muitas vezes em forma de seta.
A inflorescência é de coloração branca, amarela ou rosada. A inflorescência segue a forma típica das Araceae, constituída por um longo escapo floral simples, desprovido de folhas, encimado por uma inflorescência em espádice rodeada por uma única bráctea, designada por espata, formada por uma folha muito modificada, muitas vezes conspicuamente colorida. A espata é grande e pontiaguda, de coloração branca ou amarela, raramente também avermelhada, mas entre as variedades seleccionadas para cultivo existem cultivares com variada coloração e morfologia.
As espécies do género Zantedeschia são monoicas, mas com flores de sexos diferentes presentes na mesma inflorescência. No espádice estão presentes numerosas pequenas flores, agrupadas numa estrutura densa em torno do ráquis, com as flores femininas na parte inferior da estrutura e as flores masculinas na parte superior (terminal), mais longa.
As flores são minúsculas, reduzidas, desprovidas de perianto. As flores masculinas apresentam 2-3 estames. As flores femininas apresentam 3 carpelos fundidos num ovário sincárpico.
O fruto é uma baga verde, frequentemente alaranjada quando madura, que permanece presa ao ráquis. As sementes são arredondadas ou ovóides.
Todas as partes de Zantedeschia aethiopica são ligeiramente tóxicas para os humanos e capazes de causar severa irritação das mucosas. O líquido que goteja do ápice das folhas de Zantedeschia também é venenoso e capaz de causar erupção cutânea e urticária quando tocado.

## Distribuição
Todas as espécies deste género são nativas das regiões centro e sul de África, tendo como centro de diversidade a região florística Capensis, principalmente a Província do Cabo, Lesoto, KwaZulu-Natal, Orange Free State, Essuatíni e Transvaal. Uma das espécies (Z. aethiopica) ocorre num território mais alargado, estendendo-se pelas regiões tropicais e subtropicais do centro e sul da África, correndo em Angola, Quénia, Malawi, Zâmbia, Zimbabwé e Nigéria.
O habitat natural das formas que florescem no verão são as regiões de vegetação aberta de clima quente e com precipitação maioritariamente concentrada no inverno (regiões de clima tendencialmente mediterrânico do sul da África). As restantes espécies, especialmente Z. aethiopica e Z. odorata, florescem no inverno, ocorrendo em regiões onde a maior parte da precipitação cai no verão. A maior parte das espécie prefere zonas onde ocorre encharcamento sazonal do solo, especialmente zonas de depressão topográfica, margens de cursos de água e de lagos e pântanos.

## Sistemática
O género Zantedeschia foi proposto em 1826 por Kurt Sprengel na sua obra Systema Vegetabilium, editio decima sexta, 3, pp. 756, 765. A etimologia do nome genérico Zantedeschia é uma homenagem ao médico e botânico italiano Giovanni Zantedeschi (1773–1846).
A espécie tipo é Zantedeschia aethiopica (L.) Spreng., inicialmente descrita por Carl von Linné como Calla aethiopica. São sinónimos taxonómicos de Zantedeschia Spreng.  os nomes genéricos Pseudohomalomena A.D.Hawkes e Richardia Kunth.
Zantedeschia é o único género da tribo Zantedeschieae, da subfamília Aroideae da família Araceae. A tribo Zantedeschieae foi proposta por Adolf Engler.
Estão validamente descritas 8 espécies de Zantedeschia:
- Zantedeschia aethiopica (L.) Spreng. (sin.: Calla aethiopica L.), o jarro, copo-de-leite ou cala-comum, nativa da África do Sul.[8]
- Zantedeschia albomaculata (Hook.) Baill., cala-maculada, nativa do sul da África, com distribuição natural na Tanzânia, Zaire, Nigéria, Angola, Malawi, Zâmbia, Zimbabwe e África do Sul, com duas subespécies:
  - Zantedeschia albomaculata (Hook.) Baill. subsp. albomaculata
  - Zantedeschia albomaculata subsp. macrocarpa (Engl.) Letty, nativa da África do Sul.[9]
- Zantedeschia elliottiana (W.Watson) Engl., a cala-dourada, apenas conhecida de cultura, mas provavelmente originária de populações selvagens do leste do Transvaal (província de Mpumalanga).[9]
- Zantedeschia jucunda Letty, nativa do norte da África do Sul.[9]
- Zantedeschia odorata P.L.Perry, endémica da Província do Cabo (África do Sul).
- Zantedeschia pentlandii (W.Watson) Wittm., nativa do leste do Transvaal (Província de Mpumalanga).
- Zantedeschia rehmannii Engl., a cala-rosa ou cala-de-rehmann, nativa de Moçambique e do leste da África do Sul.
- Zantedeschia valida (Letty) Y.Singh, nativa do KwaZulu-Natal.

## Utilização
Várias espécies de Zantedeschia são utilizadas como planta ornamental em jardinagem e paisagismo e para a produção de flores de corte para o comércio florista. Para o efeito foram desenvolvidos diversos cultivares, com uma grande variedade de cores e de tamanhos. Algumas espécies são utilizadas como plantas de interior dada a sua tolerância ao ensombramento.
As espécies mais cultivadas são Zantedeschia aethiopica, de longe a mais comum e já naturalizada em diversas regiões tropicais e subtropicais, e Zantedeschia elliottiana, mais colorida e de domesticação mais antiga, não se conhecendo populações selvagens.
Apesar das espécies de Zantedeschia serem geralmente conhecidas pelo nome comum de jarro (Portugal) ou copo-de-leite (Brasil), quatro das oito espécies são comercializadas sob o nome de cala. Este nome, que resulta da descrição original da espécie Z. aethiopica, designada por Calla aethiopica por Lineu, tem a sua origem no vocábulo grego clássico kalos (καλός), que pode ser traduzido como "belo". A mesma raiz etimológica está nos nomes da mitologia grega dados à ninfa Calisto e à musa da poesia e da sabedoria Calíope. Apesar do uso do nome comum cala, estas plantas não devem ser confundidas com o género Calla, também das Araceae.
No florística funerária as flores de Zantedeschia são usadas como símbolo da imortalidade, de tal forma que as variedades brancas foram consideradas durante muito tempo como a "flor dos mortos". Em arranjos florais, as diferentes variedades actualmente disponíveis são utilizadas para demonstrar modernidade e elegância e são apresentadas como símbolos de beleza e apreço. Através de sua forma de especial de inflorescência, que se assemelha a um cálice, foi considerada pelos gregos e romanos como ligada à festa e à alegria. As flores de Zantedeschia são modernamente utilizadas como simbolizando um amuleto da sorte.
Embora sejam raramente utilizadas, as folhas de Zantedeschia aethiopica podem ser comidas cozidas (todas as partes da planta são venenosas em cru).

### Cultivares
Estão disponíveis múltiplos cultivares para utiliação como planta ornamental e para produção de flores de corte (selecção):
| - Black Magic Fluoro (amarelo) - Florex Gold (amarelo) - Hot Shot (laranja) - Sunrise (laranja/vermelho) - Majestic (vermelho) - Black Eyed Beauty (creme) - Chianti - Pacific (rosa escuro) - Pink Persuasion (rosa escuro) - Pot of Gold (amarelo) - Mango (laranja) - Treasure (laranja) | - Sensation (rosa suave) - Cameo (rosado) - Childsiana (branco) - Dominique (avermelhado) - Green Goddess (esverdeado) - Picante ® (laranja) - Purple Heart ® (violeta) - Hot Chocolate ® (violeta quase negro) - Hot Lips ® - Hot Salmon ® (salmão) - Pot Black ® (violeta quase negro) - Pink Pot ® (rosa) |

## Galeria

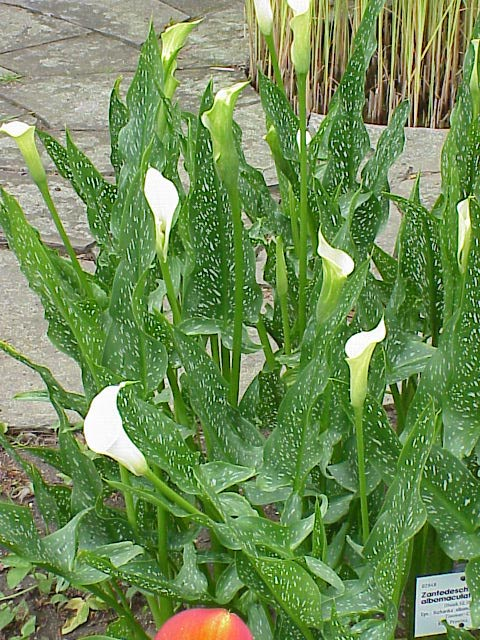
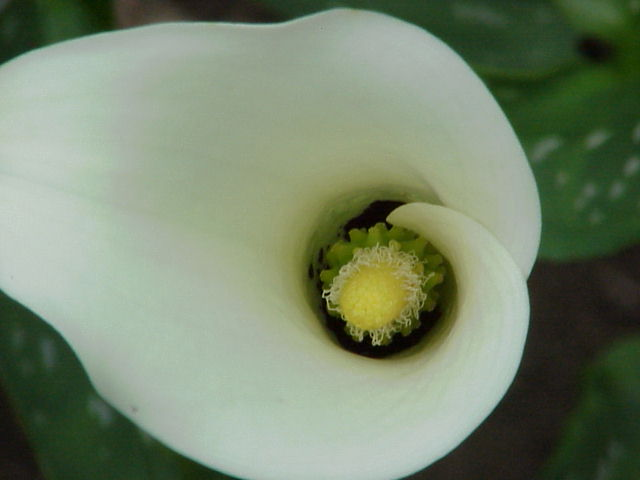
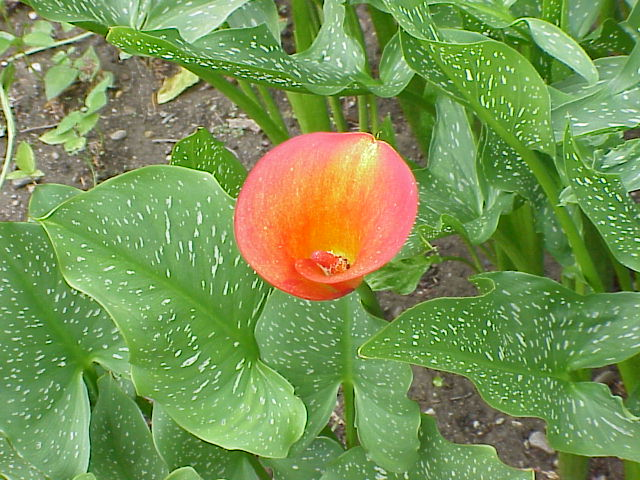

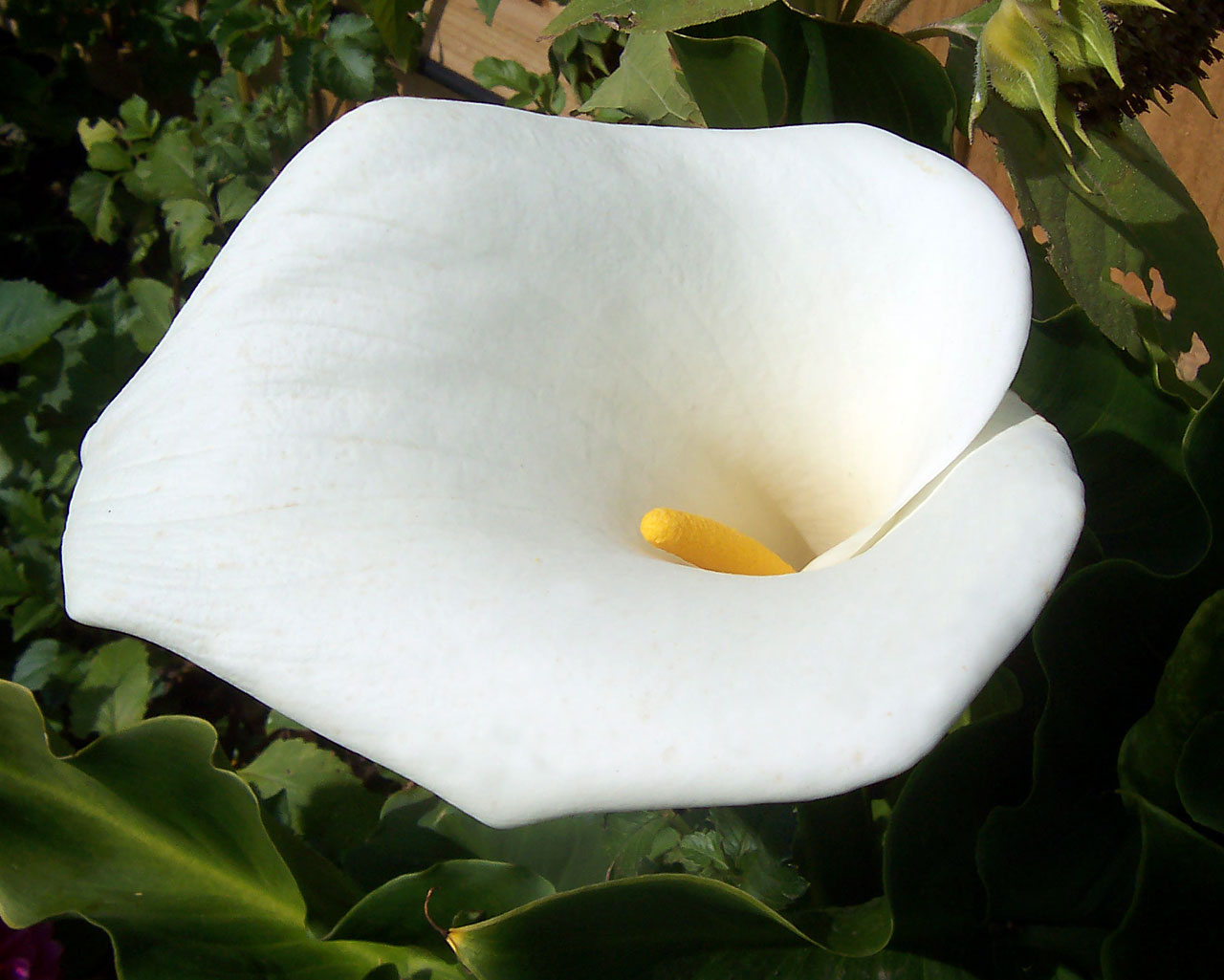
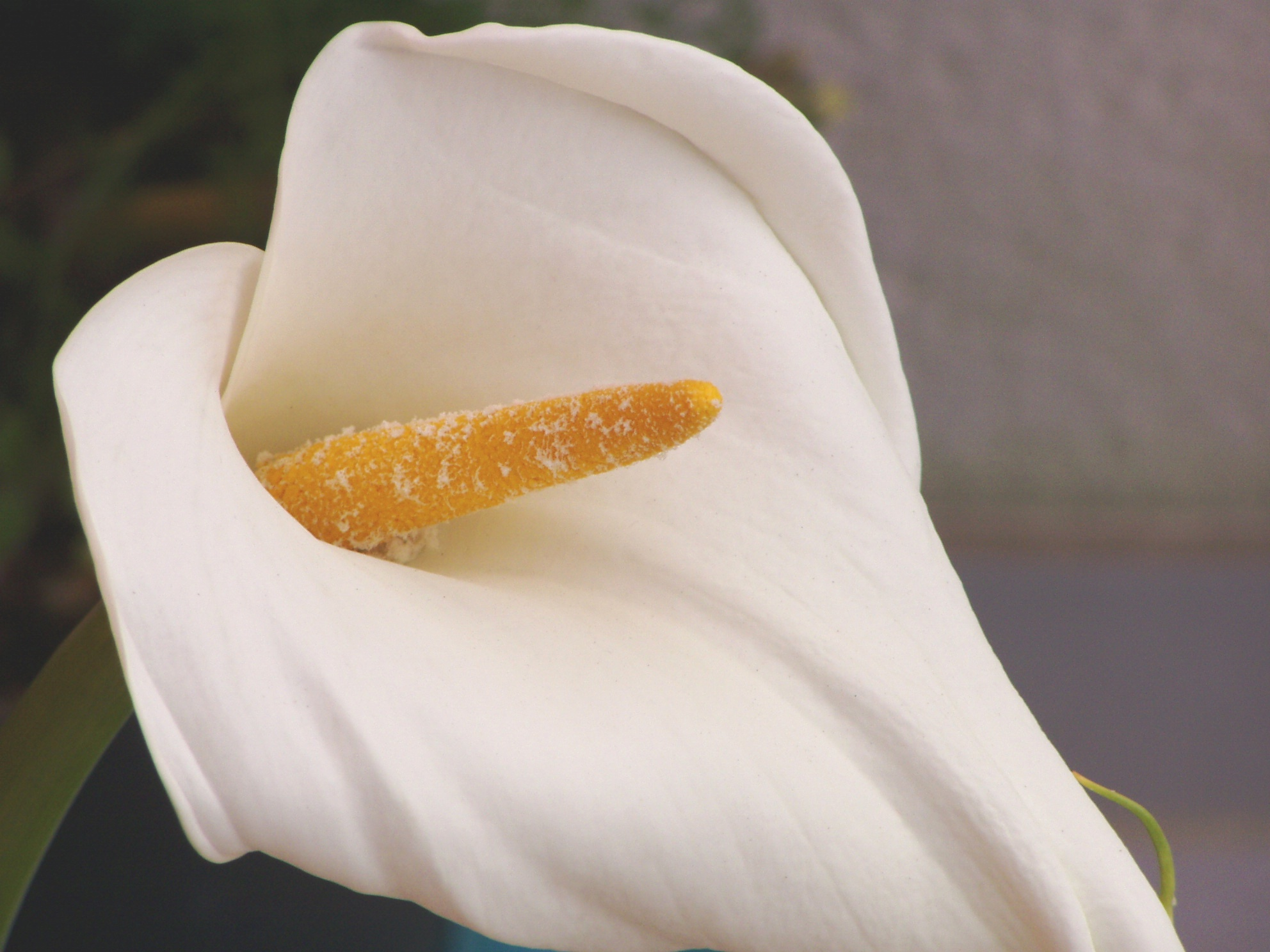
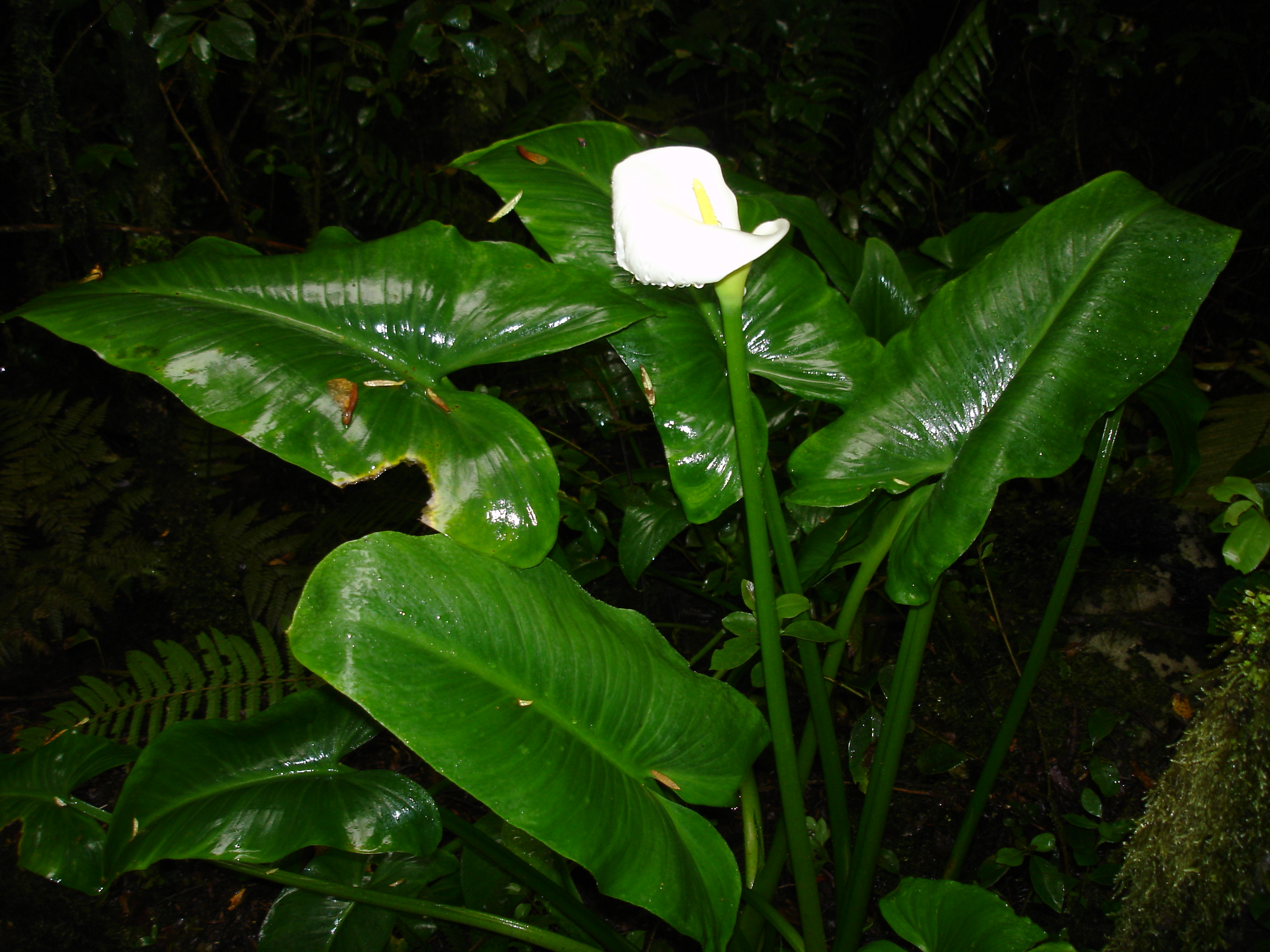

Zantedeschia albomaculata
Zantedeschia aethiopica